# Kerime Nadir
Pour les articles homonymes, voir Nadir.
Œuvres principales
Hıçkırık (Hoquet) (1938)
Kerime Nadir, née le 5 février 1917 à Istanbul et morte le 20 mars 1984 dans la même ville, est une romancière turque.

## Biographie
Kerime Nadir est diplômée du lycée français Saint-Joseph en 1935,.
Kerime Nadir écrit généralement des romans d'amour. Ses premiers poèmes et nouvelles ont été publiés dans les magazines Servet-i Fünun et Yarımay en 1937. Son premier roman, Yeşil Işıklar (Feux verts), est publié en 1937. Les livres de l'auteur étaient généralement publiés en feuilleton dans des journaux et des magazines avant d'être publiés dans des maisons d'édition. La publication en série de ses romans dans des journaux largement lus tels que Akşam, Cumhuriyet, Hürriyet, Tan et Tercüman la rend plus célèbre. Ce qui a vraiment rendu Kerime Nadir célèbre, c'est son roman Hıçkırık, publié en 1938. Ce roman a connu de nombreuses éditions et les gens ont nommé leurs enfants Nalan et Kenan, les personnages principaux du roman,.
Dans ses romans, l’auteure met en scène les femmes dans leurs rôles traditionnels de mères, de femmes au foyer, etc. Elle voulait sortir du moule comme ça. Elle a toujours veillé à ce que les personnages féminins soient instruits et forts.
Entre 1937 et 1984, Kerime Nadir publie trente-neuf romans, une histoire et un mémoire compilant ses mémoires d'écriture. De nombreuses œuvres de l'auteure ont été adaptées au cinéma. Elle a vécu pendant de nombreuses années dans l'hôtel Maçka Palas. Elle a lutté contre la tuberculose au cours des dernières années de sa vie, et est décédée d'un cancer du poumon à Istanbul le 20 mars 1984. Après la cérémonie funéraire tenue à la mosquée Şişli, elle a été enterrée au cimetière de Feriköy,.

## Œuvres
- Yeşil Işıklar, 1937
- Hıçkırık, 1938
- Günah Bende Mi ?, 1939
- Samanyolu, 1940
- Seven Ne Yapmaz, 1940
- Gönül Hırsızı, 1941
- Sonbahar, 1943
- Gelinlik Kız, 1943
- Suçlu, 1943
- Uykusuz Geceler, 1945
- Aşka Tövbe, 1945
- Kahkaha, 1946
- Balayı, 1946
- Ormandan Yapraklar, 1948
- O Gün Gelecek Mi ?, 1948
- Aşk Rüyası, 1949
- Posta Güvercini, 1950
- Ruh Gurbetinde, 1953
- Pervane, 1955
- Son Hıçkırık, 1956
- Kırık Hayat, 1957
- Esir Kuş, 1957
- Aşk Bekliyor, 1959
- Gümüş Selvi, 1960
- Boş Yuva, 1962
- Bir Aşkın Romanı, 1962
- Dehşet Gecesi, 1963
- Suya Düşen Hayat, 1964
- Saadet Tacı, 1966
- Sisli Hatıralar, 1967
- Güller ve Dikenler, 1972
- Zambaklar Açarken, 1973
- Karar Gecesi, 1973
- Dert Bende, 1973
- Kaderin Sırrı, 1976
- Bir Çatı Altında, 1979
- Romancının Dünyası, 1981